# Achondrostoma oligolepis
El ruivaco (Achondrostoma oligolepis) es una especie de la familia de los ciprínidos. Es un endemismo portugués que se distribuye desde la cuenca del río Lima a la del Tornada.
Los machos pueden llegar a alcanzar los 25 cm de longitud total.